# Tamao Satō
Tamao Satō (さとう 珠緒 Satō Tamao?) (Funabashi, Chiba, Japón; 2 de enero de 1974) es una actriz, actriz de voz, celebridad de televisión y una modelo japonesa, conocida por su rol como Momo Maruo en la serie Super Sentai Chōriki Sentai Ohranger emitido en 1995, además de ser coanfitriona de O-Sama Brunch, una transmisión de Tokyo Broadcasting System Holdings el sábado por la mañana. Está afiliada a la agencia de talentos Petite Smile.

## Filmografía

### Rol de voces
- Pikachu's Rescue Adventure: Narrador
- The King of Fighters '96 (videojuego): Athena Asamiya

### Rol en vivo
- Chōriki Sentai Ohranger (1995): Momo Maruo/OhPink
- Chōriki Sentai Ohranger vs. Kakuranger (1996): Momo Maruo/OhPink
- Gekisō Sentai Carranger vs. Ohranger (1997): Momo Maruo/OhPink
- Love Generation (TV series) (1997)
- Koi wa aserazu (1998)
- Mama chari deka (1999)
- Omiai Kekkon (2000)
- Tsugumi e... (2000)
- Suicide Club (2001)
- Okaasan to Issho (2003)
- Kyohansha (2003)
- Ichiban Taisetsuna Date ~ Tokyo no Sora, Shanghai no Yume (2004)
- Nurseman ga Yuku (2004)
- Rug Cop (2006)
- Kaizoku Sentai Gokaiger (2011): Momo Maruo (episodios 30 y 31)